# Bogey Awards 2003
Nell'edizione del 2003 dei Bogey Awards, un film vinse (Il Signore degli Anelli - Le due torri) e 2 quello in platino. Altri due conquistarono il Bogey Award in Oro e sette quello in argento, mentre nove pellicole portarono a casa il Bogey Award semplice.

## Premi

### Bogey Award in Titanio
- Il Signore degli Anelli - Le due torri

### Bogey Award in Platino
- La maledizione della prima luna
- Alla ricerca di Nemo

### Bogey Award in Oro
- Matrix Reloaded
- Good Bye, Lenin!

### Bogey Award in Argento
- 8 Mile
- American Pie - Il matrimonio
- Una settimana da Dio
- Prova a prendermi
- Johnny English
- Matrix Revolutions
- Terminator 3 - Le macchine ribelli

### Bogey Award
- A proposito di Schmidt
- Il mio grosso grasso matrimonio greco
- 2 Fast 2 Furious
- Bad Boys II
- La leggenda degli uomini straordinari
- Two Weeks Notice - Due settimane per innamorarsi
- Il miracolo di Berna
- Il libro della giungla 2
- X-Men 2